# مقاطعة سلحلي
منطقة سلّحلي (بالصومالية: Degmada Salaxley)‏ هي إحدى مقاطعات محافظة وقويي جالبيد أو مرودي جيح في أرض الصومال، المستقلة من طرف واحد، عاصمتها سلحلي.
أعلنت حكومة صوماليلاند عن إنشاء مقاطعة سلحلي في عهد محمد إبراهيم عقال.
في سبتمبر 2022 اكتُشف بئر نفظ بالصدفة أثناء حفر بئر ماء في منطقة بهَطمل